# Stemma del Brasile
Lo stemma del Brasile fu adottato il 19 novembre del 1889. L'attuale versione dello stemma a 27 stelle è stata adottata nel 1992.

## Descrizione
Lo stemma consiste dell'emblema centrale circondato da un ramo di caffè a sinistra e di tabacco a destra. Nel cerchio blu al centro è raffigurata la costellazione della Croce del Sud, circondata da un cerchio esterno con 27 stelle che simboleggiano i 26 stati del Brasile più il Distretto Federale. In basso il nastro blu contiene nella prima riga la scritta del nome ufficiale del paese (República Federativa do Brasil — Repubblica Federale del Brasile), mentre nella seconda la data di fondazione della Repubblica (15 novembre 1889).

## Stemmi storici

Stemma della Colonia portoghese del Brasile (1500-1815)
Stemma del Brasile olandese (1624-1654)[2]
Stemma del Regno Unito di Portogallo, Brasile e Algarves (1815-1822)
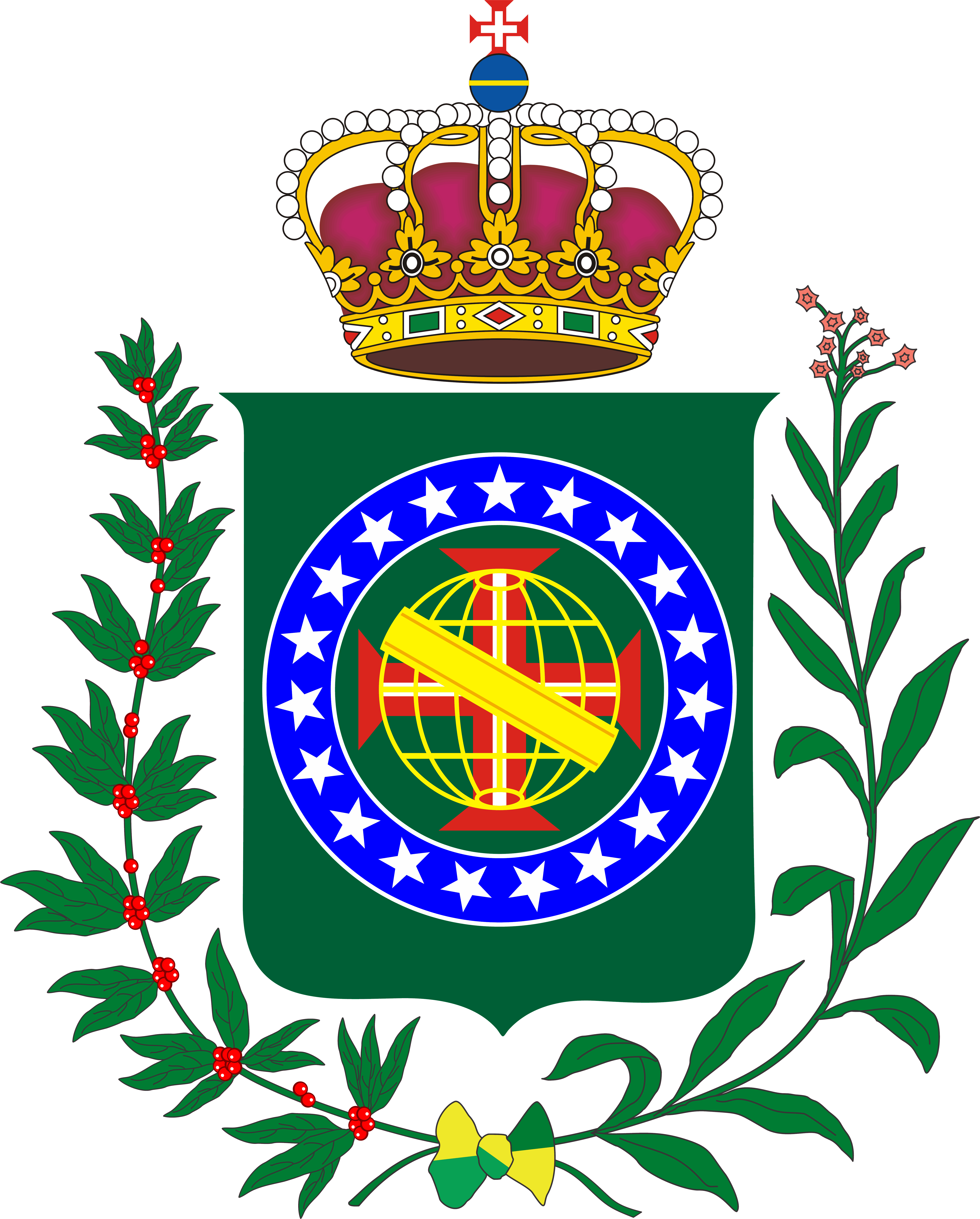
Stemma del Brasile indipendente durante la reggenza (1822)
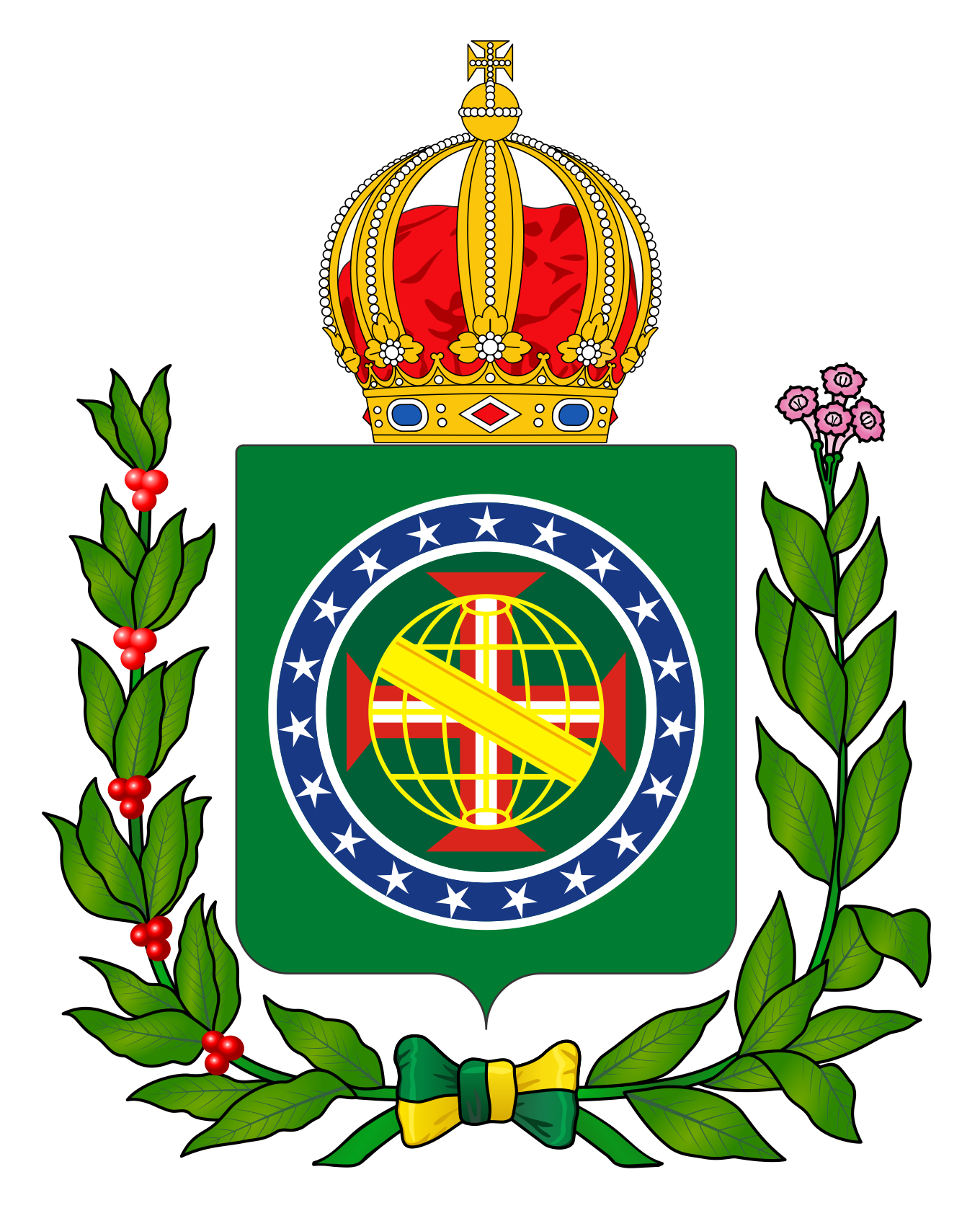
Piccolo stemma imperiale (1822-1852)
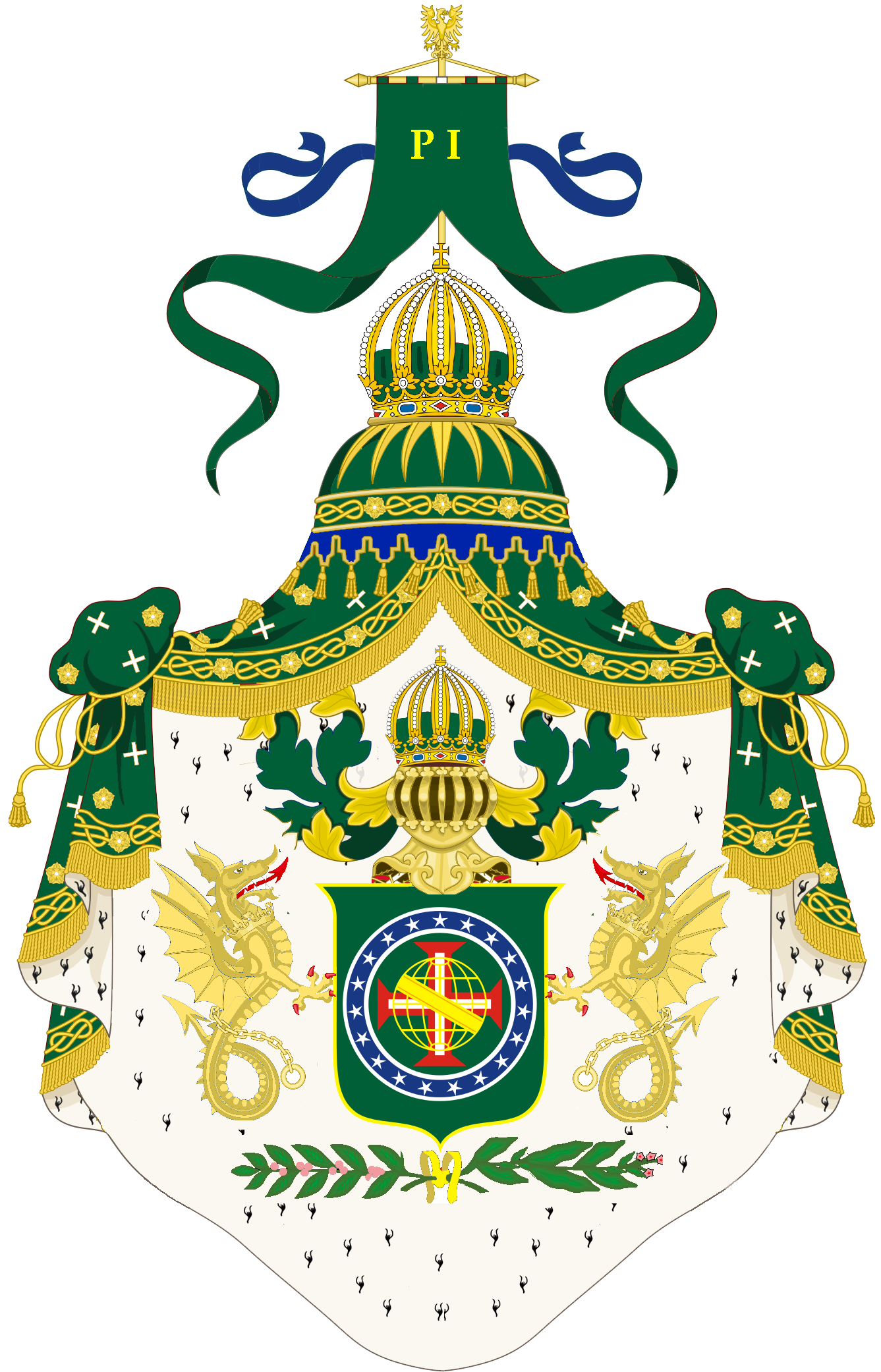
Stemma imperiale completo (1822-1831)
Piccolo stemma imperiale (1853-1889)
Stemma imperiale completo (1840-1889)
Stemma della República Velha(1889-1968)
Stemma del Brasile (1968-1971)
Stemma del Brasile (1971–1992)